# Speciell funktion
Speciella funktioner är inom matematiken funktioner som inte är elementära, men dyker upp i så många sammanhang att de givits egna namn. Speciella funktioner är i regel transcendenta och kan även kallas högre transcendenta funktioner eller högre funktioner (ej att förväxla med högre ordningens funktioner). Ett flertal speciella funktioner definieras i form av integraler som saknar lösningar i termer av elementära funktioner.
Speciella funktioner är i allmänhet lösningar till differentialekvationer med i någon mening goda egenskaper, och studeras ofta utifrån dessa differentialekvationer.